# 4268 Grebenikov
4268 Grebenikov je asteroid glavnog asteroidnog pojasa sa srednjom udaljenošću od Sunca koja iznosi 2,636 astronomskih jedinica (AJ). 
Apsolutna magnituda asteroida je 13,8.
Dobio je ime po rumunjsko-ruskom matematičaru Evgeniju Aleksandroviču Grebenikovu.

## Vanjske poveznice
- JPL stranica za dinamiku sunčevog sustava
- Orbitalni elementi asteroida s orbitom bliskom Zemlji  Arhivirana inačica izvorne stranice od 9. srpnja 2009. (Wayback Machine)
- Asteroidi i male planete, sveučikište Harvard
- JPL podaci o asteroidu

… | 4267 Basner | 4268 Grebenikov | 4269 Bogado | …